# Parathyma speciosa
Parathyma speciosa är en fjärilsart som beskrevs av Otto Staudinger 1889. Parathyma speciosa ingår i släktet Parathyma och familjen praktfjärilar. Inga underarter finns listade i Catalogue of Life.